# هاکی خیابانی

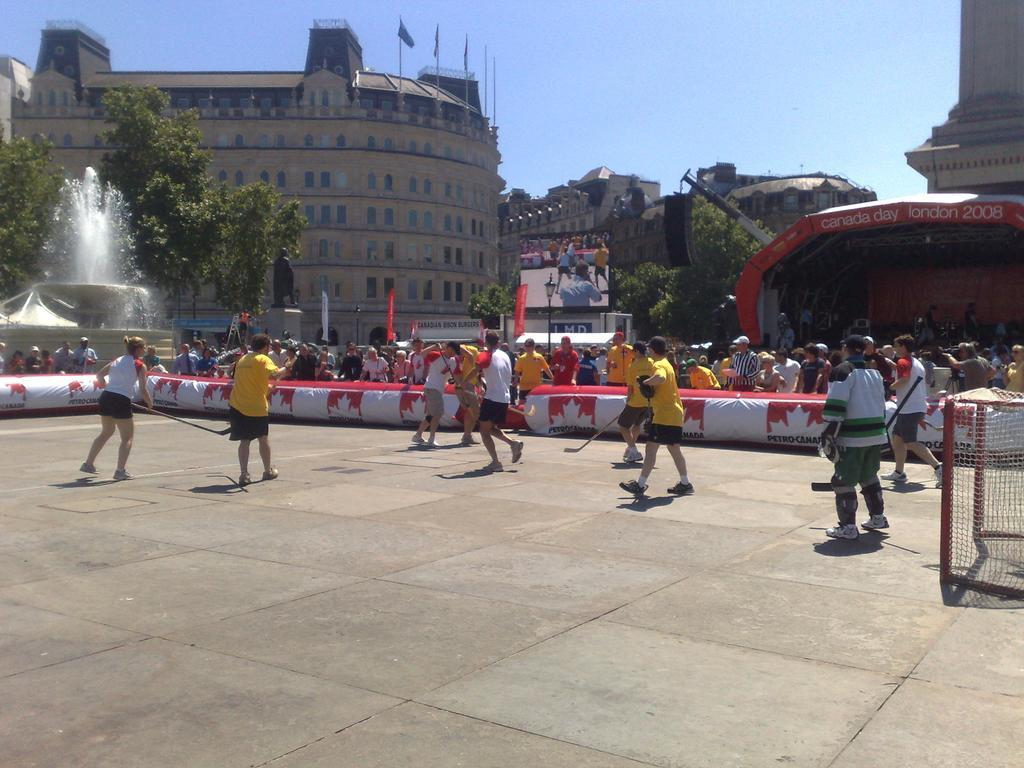
یک بازی هاکی خیابانی

هاکی خیابانی (به انگلیسی: Street hockey) ورزشی از دسته ورزش‌های هاکی می‌باشد . انواع مختلفی از این ورزش وجود دارد؛ برای نمونه در نوعی از این ورزش بازیکنان می توانند در حالی که کفش‌های اسکیت به پا دارند بازی کنند. توپ این بازی برخلاف هاکی روی یخ، مخصوص سطوح سخت و غیر یخی طراحی شده‌است. در این بازی بازیکنان هر تیم باید تلاش کنند که دروازهٔ تیم مقابل را بازکنند. در نهایت تیمی که گل بیشتری را به ثمر رسانده، برندهٔ مسابقه می‌شود.
این نوع هاکی توسط International Street and Ball Hockey Federation اداره می شود. ایران عضو فدراسیون جهانی هاکی خیابانی نیست و در مسابقات آن شرکت ندارد.